# Dirk Bach
Dirk Bach (Colônia, 23 de abril de 1961 – Berlim, 1 de outubro de 2012) foi um ator, dublador e humorista alemão.

## Filmografia
- 1983: Kiez / Kiez - Aufstieg und queda eines Luden
- 1984: Im Himmel ist die Hölle los / Hullygully em Käseburg
- 1986: Kir Royal (série de TV)
- 1988: Krieg der Töne (filme de TV experimental)
- 1989: Im Jahr der Schildkröte
- 1993: Perdão Kein
- 1994: Die Weltings vom Hauptbahnhof - Scheidung auf Kölsch (série de TV)
- 1994: Zum Drei Verlieben (série de TV)
- 1995: Mit Nich Leo
- 1995: Marys verrücktes Krankenhaus (série de TV)
- 1996: Lukas (série de TV)
- 1997: Rendezvous des Todes (TV)
- 1998: Frau Rettich, die Czerni und ich
- 1998: Varell & Decker (série de TV)
- 1999: Zum Sterben schön (TV)
- 2001: Das Rätsel Rubins des blutroten (TV)
- 2001: Der Mann, den sie nicht lieben durfte (TV)
- 2002: Der kleine Mönch (série de TV)
- 2003: Karlchens Parade
- 2003: Corrida Louca 2 - Warum die Mauer wirklich fiel (TV)
- 2003: Leben Suche impotenten Mann für de
- 2005: Popp Dich schlank! (TV)
- 2005: Urmel aus dem Eis (TV)
- 2005: Zum Zwei Fressen gern (TV)
- 2006: Corrida Louca 3 - Sie knacken jedes Schloss (TV)
- 2007: Die ProSieben Märchenstunde - Des Kaisers neue Kleider
- 2009: Einfach Bach
- 2010: Teufel und Gott Kaiser - Worms Nibelungenfestspiele - 16/07/2010 e 08/01/2010